# Кошарище
Кошарище (на албански: Kosharisht, нашински Kosharishte) е горанско село в Албания, част от община Кукъс.

## География
Разположено е в Североизточна Албания, в албанската част на областта Гора, в южните склонове на Коритник.

## История
Васил Кънчов отбелязва през 1900 година Кошарища сред селата в Гора, населени от българи мохамедани, наричани торбеши. Броят на къщите е 35.
След Междусъюзническата война селото попада в Албания. Според Стефан Младенов в 1916 година Коша̀рища е българско село с 27 къщи.
До 2015 година е част от община Запод.